# Monbijoubrücke (Berlin)
Die denkmalgeschützte Monbijoubrücke führt im Berliner Ortsteil Mitte über die Spree und den Kupfergraben, einen Teil des Spreekanals. Die heutige Brücke wurde zu Beginn des 20. Jahrhunderts über beide Spreearme errichtet und stützt sich auf die Spitze der Museumsinsel. Der nördliche Teil der Doppelbrücke entstand nach jahrelangem Provisorium als Rekonstruktion im Jahr 2006.

## Geschichte

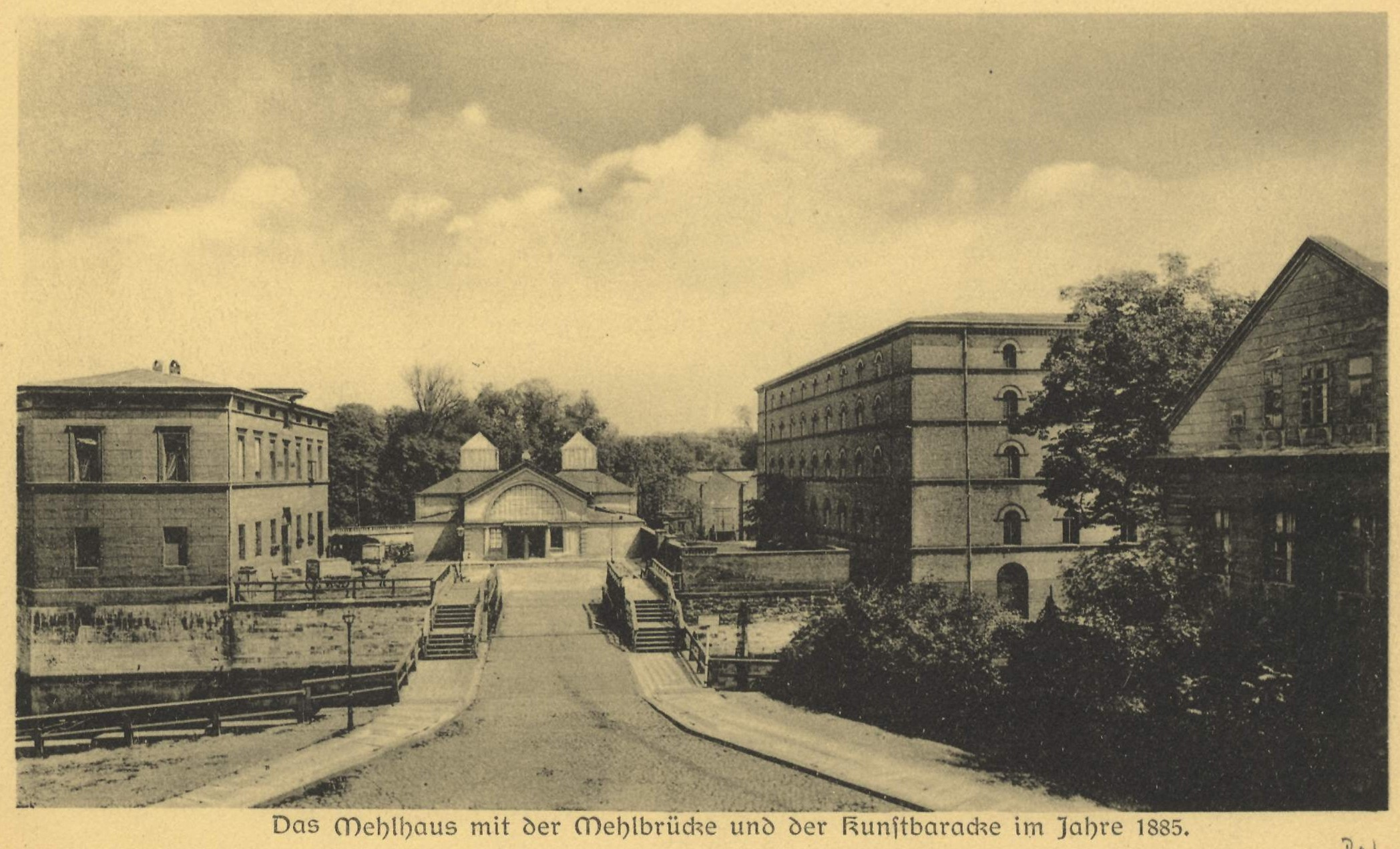
Die „Mehlbrücke“ im Jahr 1885

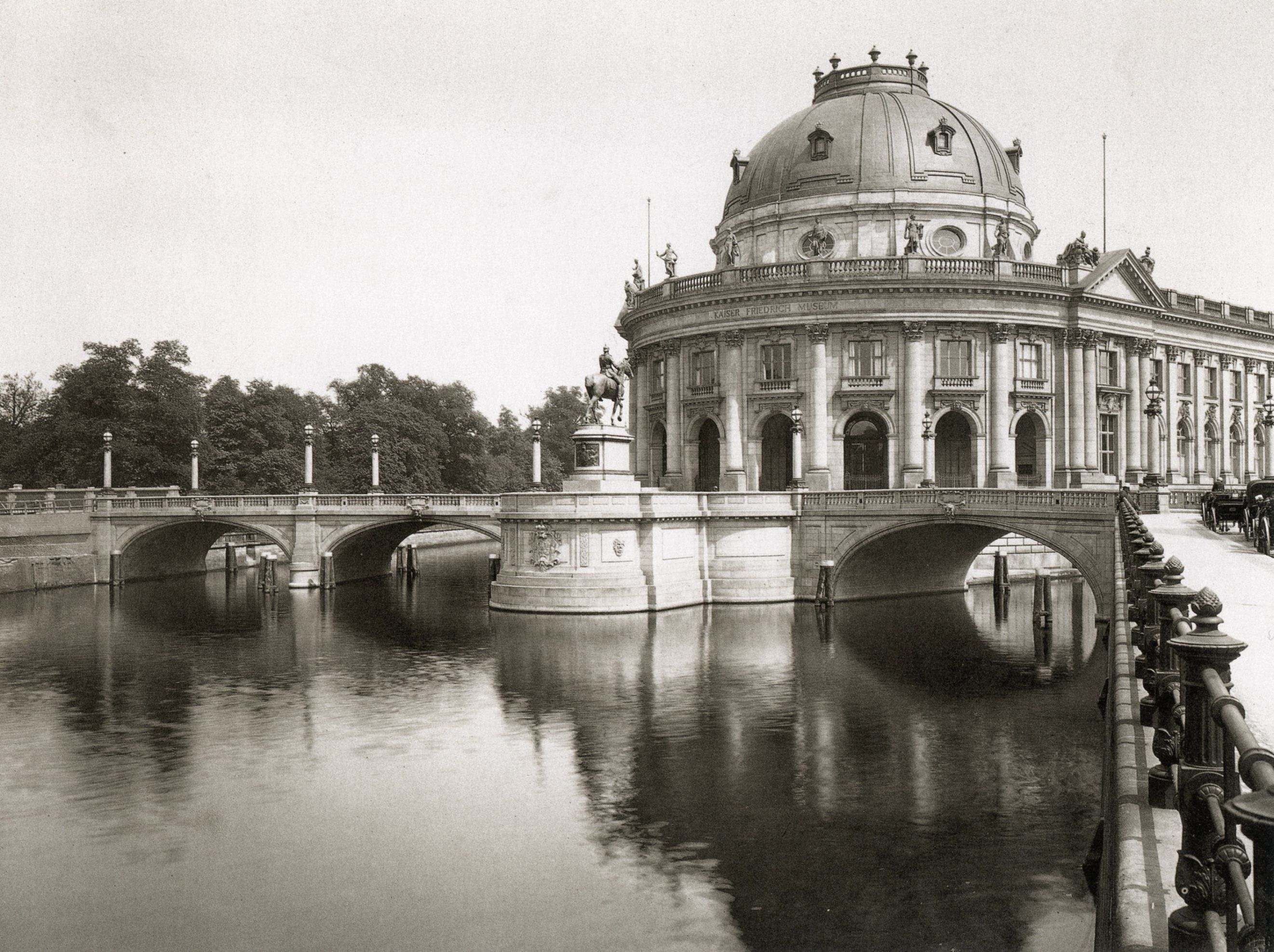
Monbijoubrücke und Bode-Museum kurz nach der Fertigstellung 1905

Die frühe Existenz einer ersten Brücke über die Spree etwa an der heutigen Stelle wurde als Große Chausseebrücke berichtet. Es handelte sich um eine 1776 erneuerte hölzerne Jochbrücke. Weil von der Inselspitze zum Lustgarten der Weidendamm verlief, wurde die neue Spreequerung nun „Kleine Weidendammer Brücke“ genannt. Der Bau der Nationalgalerie (1866–1876) mit dem Wegfall dieses Dammes und die Fertigstellung eines Mehlhauses auf der Insel führten zum Neubau einer Klappbrücke ein Stück weit flussaufwärts. Nun hieß die 1820 fertiggestellte Konstruktion Mehlbrücke oder Mehlhausbrücke.
Im Jahr 1897 erhielt der Architekt Ernst von Ihne den Auftrag für den Bau eines öffentlichen Museums auf der Spreeinsel zur Ausstellung der gesammelten Altertümer, dem später nach seinem ersten Direktor benannten Bode-Museum. Zeitgleich mit den Plänen für das Museumsgebäude entwarf Ihne eine neue Brücke, bestehend aus zwei getrennten Teilbrücken. Diese verlaufen im stumpfen Winkel über den Museumsvorplatz auf der Inselspitze und verbinden den Museumszugang mit den gegenüberliegenden Spreeufern und den dort einmündenden Straßen. Die Brückenteile entstanden zwischen 1902 und 1904 und erhielten bei ihrer Eröffnung vorerst keinen Namen. Im August 1905 vergab der Berliner Magistrat den Namen Monbijoustraße für den bis dahin namenlosen Verbindungsweg zwischen der Oranienburger Straße und der Straße Am Kupfergraben über die Spree hinweg. Zugleich erhielt die Brücke den Namen Monbijoubrücke, beides nach dem damals in der Nähe befindlichen Schloss Monbijou.
Auf dem Museumsvorplatz wurde ein Reiterstandbild des Kaisers Friedrich III. aufgestellt. Beide Brückenteile wurden aus Reinhardtsdorfer und Postaer Sandstein aus Sachsen und aus Wünschelburger Sandstein gebaut.

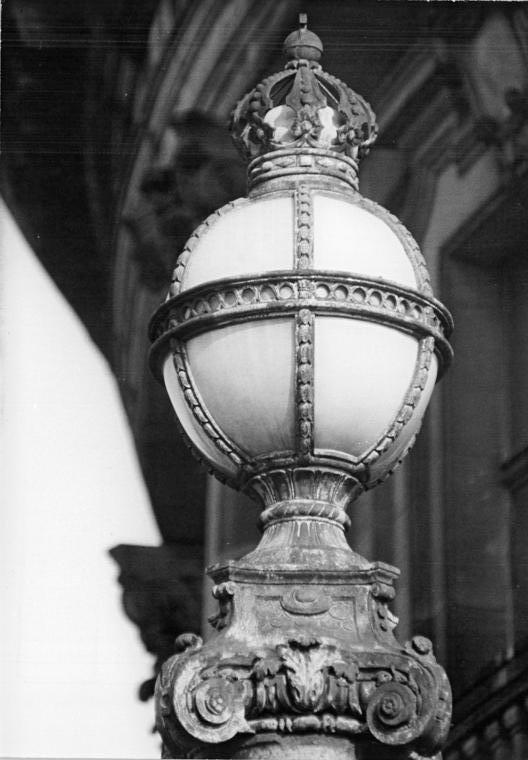
Kandelaber auf der Monbijoubrücke

Als Schmuck dienen die durchbrochenen Baluster der Balustrade und die säulenförmigen Leuchtenträger aus Granit mit in Bronzeguss gefassten Kugelleuchten. Die gewählte Materialkombination ist auf den neobarocken Baustil des Museums abgestimmt. Der südliche Brückenteil der Monbijoubrücke überspannt unter einem Winkel von 90° den als Kupfergraben oder Spreekanal bezeichneten linken Seitenarm der Spree und stößt an die Straße Am Kupfergraben. Es ist eine einbogige Gewölbebrücke mit 18 m Öffnungsweite, bei einer Gesamtlänge von 25 m und einer Breite von 14 m zwischen den Brüstungen. Die Bauhöhe im Bogenscheitel beträgt 0,73 m. Der nördliche Teil überbrückt den Hauptarm der Spree und öffnet sich zur Monbijoustraße. Diese unter einem Winkel von 82,5° zur Spree ausgerichtete Brücke bestand aufgrund des schlechten Baugrundes aus zwei Steingewölben mit je 17,25 m lichter Weite. Zwischen den beiden Bögen war ein 2,4 m breiter Pfeiler angeordnet. Der Baugrund bedingte für das nördliche Bogenwiderlager eine aufwendige Gründung in 18 m Tiefe auf einem hölzernen Senkkasten. Direkt hinter der Monbijoubrücke vereinen sich die beiden Spreearme.
Bei einer Bauzeit von 20 1⁄2 Monaten betrugen die Baukosten für die beiden repräsentativen Brücken 842.852 Mark (kaufkraftbereinigt in heutiger Währung: rund 6,84 Millionen Euro). Bezogen auf die Grundfläche kostete der Bogen über den Kupfergraben 922 Mark/m², die zwei Bögen über die Spree 960 Mark/m². Ingenieurtechnisch vergleichbare Steinbrücken in Berlin kosteten damals 600 bis 700 Mark/m². Die Monbijoubrücken waren gemäß den flächenbezogenen Kosten die teuersten Brücken ihrer Zeit.

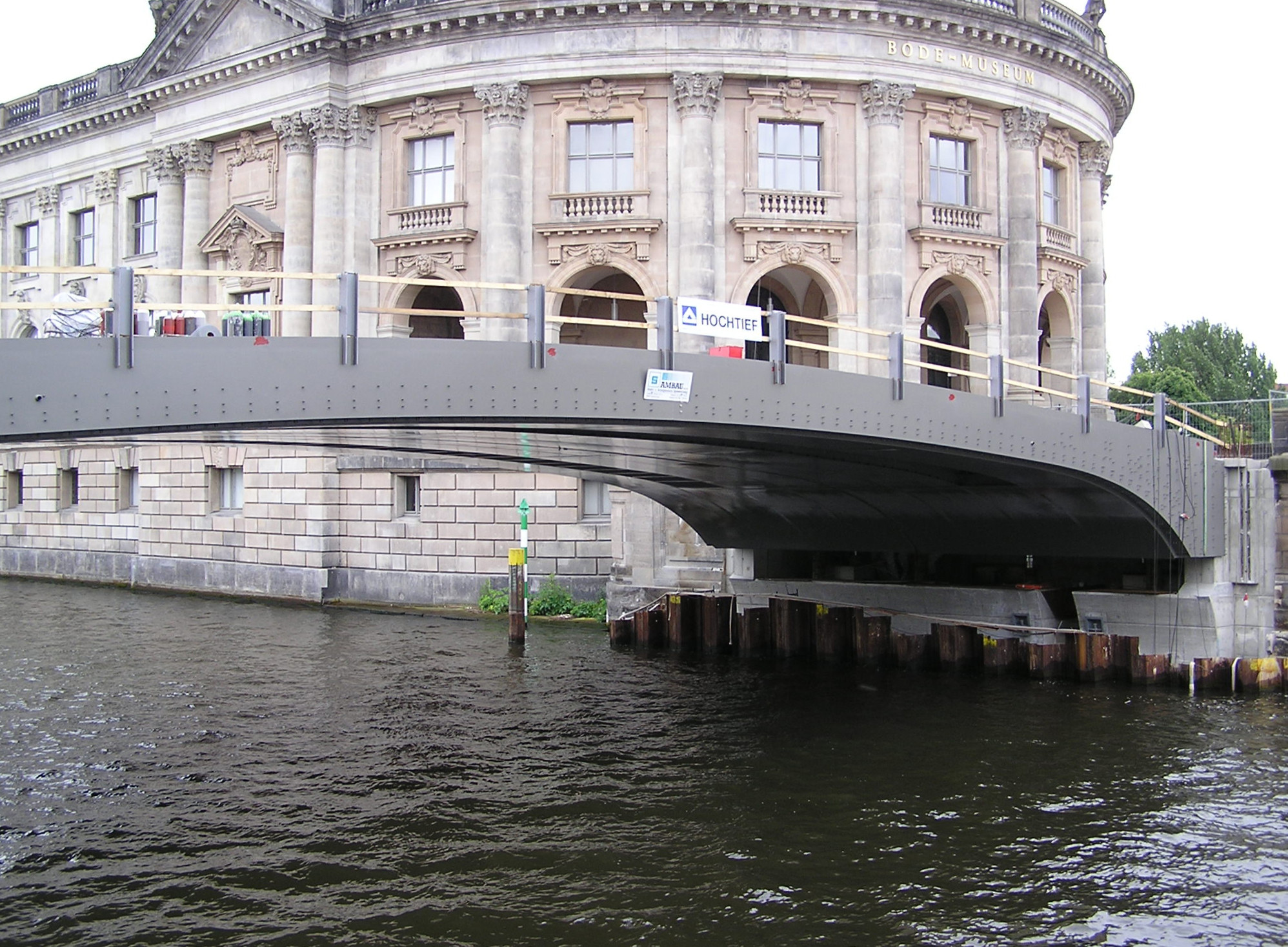
Stählerner Rohbau der nördlichen Monbijoubrücke

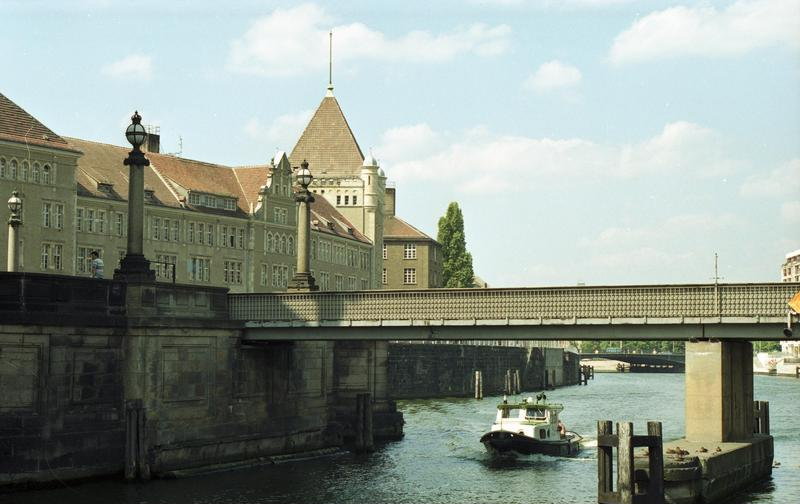
Nördlicher Brückenteil als Behelfsbrücke 1991

Im Zweiten Weltkrieg wurde gegen Ende der Schlacht um Berlin der nördliche Teil der Brücke von Truppen der Wehrmacht gesprengt, um den Vormarsch der Roten Armee zu behindern. Danach diente eine stählerne Behelfsbrücke mit einem Holzbohlenbelag jahrzehntelang zur Spreequerung an dieser Stelle.
Die Öffnung der Berliner Mauer mit dem anschließenden Zusammenwachsen der beiden Stadthälften ermöglichte die Wiederherstellung der kompletten Monbijoubrücke unter Verwendung zahlreicher Originalmaterialien. Am 12. Oktober 2006 eröffneten die damalige Senatorin für Stadtentwicklung, Ingeborg Junge-Reyer, der Generaldirektor der Staatlichen Museen zu Berlin, Peter-Klaus Schuster, und der Vizepräsident der Wasser- und Schifffahrtsdirektion Ost, Heinz Weiß, die erneuerte Monbijoubrücke. Ein dem ursprünglichen Erscheinungsbild angepasstes schmuckloses in zwei Längsteilen gefertigtes je 100 Tonnen wiegendes Stahltragsegment überspannt den rechten Spreearm. Diese Brückenteile wurden mit einem Schiffskran auf die erneuerten, alten Widerlager gesetzt und anschließend mit Sandstein verkleidet. Die Gestaltung der neuen Brückenhälfte entspricht nicht den Originalplänen, erfüllt aber sowohl durch ihre elegante leichte Bauweise die Anforderungen von Historikern, von Brückenbauingenieuren und Architekten als auch die der Spreeschifffahrt, weil sie ohne mittleren Brückenpfeiler auskommt. Die Arbeiten wurden von folgenden Firmen geplant und ausgeführt: Hochtief Construction AG, Ambau Stahl- und Anlagenbau GmbH, Krone Ingenieurbüro GmbH. Mitarbeitender Architekt war Bernhard Strecker.
Die Monbijoubrücke ist Fußgängern, Radfahrern, dem Wirtschaftsverkehr zum Museum und Notfallfahrzeugen vorbehalten. Das Reiterstandbild des Kaisers wurde nicht wieder auf der Brücke aufgestellt.